# الیاس قهرمان
الیاس قهرمان (انگلیسی: İlyas Kahraman؛ زادهٔ ۳۱ مارس ۱۹۷۶) بازیکن فوتبال اهل ترکیه است.
از باشگاه‌هایی که در آن بازی کرده‌است می‌توان به باشگاه فوتبال دیاربکرسپور، باشگاه فوتبال گالاتاسرای، باشگاه فوتبال آدانااسپور، باشگاه فوتبال آنتالیااسپور، باشگاه فوتبال دنیزلی اسپور، باشگاه ورزشی مالاتیااسپور، باشگاه ورزشی بولوسپور، باشگاه فوتبال بورسااسپور، باشگاه فوتبال استانبول باشاک‌شهر، و باشگاه فوتبال غازی عینتاب‌اسپور اشاره کرد.
وی همچنین در تیم ملی فوتبال Turkey U-16 بازی کرده‌است.